# Björn Nyberg
Björn Emil Oscar Nyberg (11 september 1929) is een Zweeds fantasyschrijver.
Hij is vooral bekend om zijn boeken over Conan de Barbaar, gebaseerde op het door Robert E. Howard bedachte personage. Nyberg schreef ook enkele korte verhalen en woont nu in Frankrijk.

### Conan de Barbaar serie
- 1957 - The Return of Conan  (met L. Sprague de Camp)
- 1968 - Conan the Avenger  (met Robert E. Howard en L. Sprague de Camp)
- 1978 - Conan the Swordsman  (met L. Sprague de Camp en Lin Carter)
- 2004 - Sagas of Conan  (met L. Sprague de Camp en Lin Carter)

### Korte verhalen
- 1958 - Väktaren" (in het Zweeds)
- 1970 - The People of the Summit" (met L. Sprague de Camp)
- 1978 - The Star of Khorala" (met L. Sprague de Camp)

- Bibsys: 90561703
- Biblioteca Nacional de España: XX1050736
- International Standard Name Identifier: 0000 0000 6320 3797
- Library of Congress Control Number: no97022975
- Nationale Bibliotheek van Tsjechië: jx20090121005
- Nationale bibliotheek van Australië: 35868835
- Nederlandse Thesaurus van Auteursnamen: 080735959
- Système universitaire de documentation: 056859627
- Virtual International Authority File: 84442799
- WorldCat: E39PBJd3TjCtyyrH3TXXBQdmh3